# Stanisław Jan Strąbski

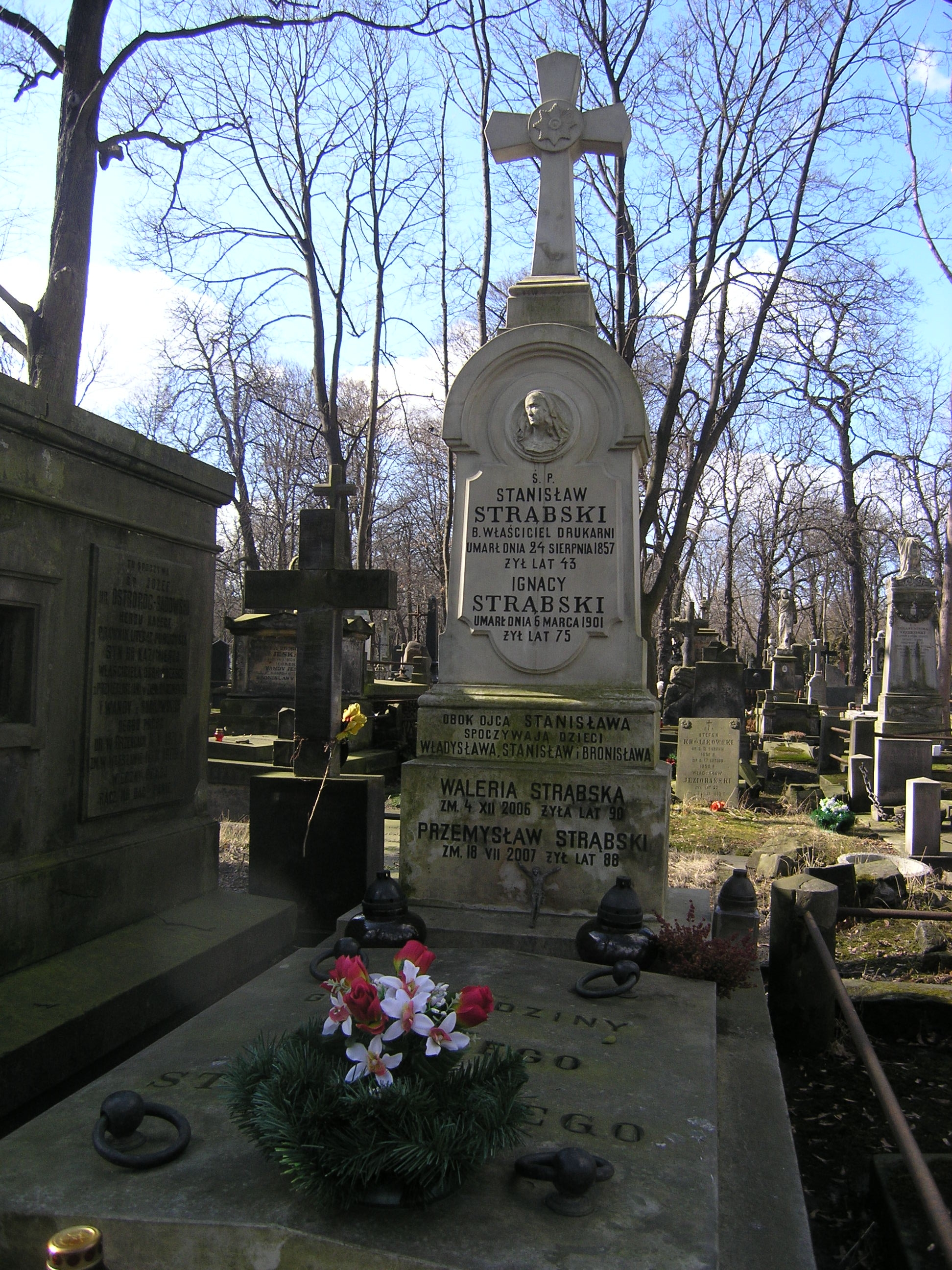
Grób Stanisława Jana Strąbskiego na Cmentarzu Powązkowskim w Warszawie

Stanisław Jan Strąbski (ur. 24 kwietnia 1813 w Białaczowie, zm. 24 sierpnia 1857) – polski drukarz.

## Życiorys
Pierwsze lata w zawodzie spędził w warszawskiej drukarni A. Gałęzowskiego, gdzie od 1832 roku piastował stanowisko kierownika. 
W 1843 roku założył własną, pierwszą przemysłową drukarnię w Polsce, zatrudniając 80 pracowników. Drukarnia wyposażona była w prasy żelazne i maszyny pospieszne. Obok drukarni powstała pracownia drzeworytnicza. Wydawane pozycje odznaczały się bogatą szatą graficzną. Spod pras wychodziły m.in. nuty, Roczniki Gospodarstwa Krajowego, miesięcznik Biblioteka Warszawska oraz Album warszawski, za który w 1845 roku otrzymał pierwszą nagrodę na Wystawie Sztuk Pięknych w Warszawie. Autorem albumu był Kazimierz Władysław Wóycicki. Dzieło składało się z artykułów 24 autorów, ozdobione było pięcioma drzeworytami autorstwa grafika Wincentego Smokowskiego.
Strąbski był przewodniczącym Zgromadzenia Drukarzy Warszawskich. W 1848 roku sprzedał drukarnię Szustrowi, a w 1854 roku przeszła ona w ręce Szmula Zajdencejga.